# Priponești, Galați
Priponești este satul de reședință al comunei cu același nume din județul Galați, Moldova, România.

## Istoric
Satul Priponești de Sus este atestat la 14 iulie 1648, cu numele de Triponești. La acea dată, Iane Pârvana, sulger, vinde lui Matei Basarab, domnul Țării Românești, părțile sale din satele Ruptura, Costești, Triponești cu 700 galbeni. Satul depindea de ținutul Tutova, numele acestuia provenind se pare de la onomasticul „Trifon”, de proveniență grecească, care în traducere ar însemna „trei sunete”. Triponești devine cu timpul Priponești
Satul Priponești de Jos este atestat în 1859, depindea de ocolul Pereschivului – ținutul Tutova. Din 1864 este sat component al comunei Priponești de Sus. Într-o anumită perioadă, neprecizată, satul Priponești de Jos a fost comună. În legătură cu toponimia, există două versiuni. Prima ar fi aceea că numele de Priponești vine de la cuvântul „pripor”, ceea ce ar însemna panta unui deal. O altă versiune se referea la priponirea unui cal de către un turc. Între satele Priponești de Sus și Liești, se pare că existat o biserică construită din lemn, cu hramul Sfântul Nicolae, unde s-a slujit până prin 1920, după care a intrat într-un proces de ruinare. Din ruinele bisericii s-au mai păstrat niște lemne, din care s-a construit o troiță. Bătrânii spuneau că ar fi una din ctitoriile lui Ștefan cel Mare. Până în septembrie 1950 satul Priponești de Sus a fost în permanență reședință de comună și aparținut de județul Tutova. În anumite perioade, de comuna Priponești de Sus a aparținut satul Priponești de Jos și satul Liești. În unele perioade toate satele erau reședințe de comune, deci formau comune de sine stătătoare. În 1950, satele Priponești de Sus și Priponești de Jos sunt încorporate la comuna Ghidigeni, ce aparținea de raionul și regiunea Bârlad, regiune care va fi desființată în 1956, satul Priponești de Sus redevenind comună în raionul Tecuci, regiunea Galați. În prezent comuna Priponești cuprinde 4 sate: Priponești, Ciorăști, Liești, Priponeștii de Jos. Satele sunt așezate între dealuri, altitudinea acestora fiind de 112 m. Dealurile înconjurătoare au pante mai line spre est și sunt mai abrupte spre nord și vest. Se mărginesc la vest cu comuna Gohor și cu satul Costișa, ce aparține de județul Vrancea, iar la est cu comuna Ghidigeni. Din mijlocul satului Priponești izvorăște un pârâu, numit Pereschiv, care adună și apele altor izvoare și care se unește cu alt pârâu, Râpa Cândrei și se varsă în râul Bârlad. În verile secetoase seacă. Clima este temperat continentală, cu cele patru anotimpuri. Populația este de 2.598 locuitori, iar suprafața fiind 5.550 ha.
Căminul Cultural a fost înființat în anul 1932 ca urmare a interesului manifestat de învățătoarea Măndița Tașcă care a fost eleva marelui savant Nicolae Iorga căruia îi va purta numele până în 1948. O contribuție la înființarea Căminului Cultural a avut și Izabela Sadoveanu.
În primăvara anului 1968 se hotărăște o nouă împărțire administrativă, unde sunt desființate raioanele și regiunile și reapar județele Satul Priponești de Sus a rămas reședința de comună cu numele de Priponești, având în administrare satele Priponești de Jos, Liesti Cioraști și Hustiu dar a ramas în județul Galați.
 Acest articol despre o localitate din județul Galați este deocamdată un ciot. Puteți ajuta Wikipedia prin completarea lui.